# Eric Radcliffe
Eric Charles Radcliffe (* 3. Dezember 1950) ist ein britischer Toningenieur, Gitarrist, Musikproduzent und Studiobesitzer. Sein Kürzel in Credits ist meist E. C. Radcliffe. International bekannt wurde er als Tontechniker und Produzent für die bei Mute Records unter Vertrag stehenden Künstler Fad Gadget, Depeche Mode und Yazoo und prägte den frühen Mute-Sound. Nach der Liquidation des von ihm gegründeten Tonstudios zog er sich aus der Musikindustrie zurück.

## Leben
Mit etwa 15 Jahren begann sich Radcliffe bei Aufnahmen seiner damaligen Band für Studiotechnik zu begeistern. Erste Experimente mit Aufnahmetechnik in der eigenen Wohnung für befreundete Musiker weckten in ihm den Wunsch, ein eigenes professionelles Musikstudio zu errichten. Nach einer Ausbildung zum Lasertechniker übersiedelte er nach London und gründete 1980 in Southwark die Blackwing Studios, die er bis zu ihrem Ende 2001 leitete. Daniel Miller, der Gründer und Eigentümer von Mute Records, nahm dort das Album Music for Parties seines Musikprojektes Silicon Teens auf. Miller buchte die Studios und Radcliffe oder dessen damaligen Assistenten John Fryer in der Folge für Aufnahmen von Fad Gadget, Depeche Mode oder Yazoo. Letztere benannten das von Radcliffe produzierte Debütalbum Upstairs at Eric’s nach ihm.
Zwischen 1980 und 1982 nahm das Nebenprojekt Dome der Band Wire mit Bruce Gilbert und Graham Lewis in den Blackwing Studios mit Radcliffe und Fryer als Toningenieure drei Alben auf, die Simon Reynolds in seinem Buch Rip it up and Start Again mit dem Ambient-Zyklus von Brian Eno vergleicht. Zusammen mit Miller nahmen Gilbert und Lewis als Duet Emmo (ein Anagramm aus Mute und Dome) 1983 das Album Or so it Seems mit Fryer und Radcliffe an den Reglern in den Blackwing Studios auf, bevor sich Wire 1985 wieder zusammentaten.
1982 gründete er zusammen mit Vince Clarke das Independent-Label Reset Records, welches bis 1987 acht Singles veröffentlichte. Alle Aufnahmen für Reset Records in den Blackwing Studios wurden von Radcliffe produziert. Clarke nennt Radcliffe als einen wichtigen Einfluss.
1983 gründete er nach der Auflösung von Yazoo gemeinsam mit Vince Clarke das kurzlebige Duo The Assembly. Geplant war ein Album mit wechselnden Sängern; die einzige veröffentlichte Single blieb jedoch Never Never mit Feargal Sharkey als Sänger. Die Single erreichte Platz 4 der britischen Charts. Clarke gründete 1985 mit Andy Bell die Gruppe Erasure, für die Radcliffe zunächst auch schrieb und mischte.
Heute lebt er in Gravesend.

## Diskografie (Auszug)
Als Toningenieur
- 1980: Music for Parties – Silicon Teens (Mute)
- 1980: Dome – Dome (Dome)
- 1980: Dome 2 – Dome (Dome)
- 1981: Speak & Spell – Depeche Mode (Mute)
- 1981: Dome 3 – Dome (Dome)
- 1982: A Broken Frame – Depeche Mode (Mute)
- 1982: Garlands – Cocteau Twins (4AD)
- 1982: Will You Speak This Word – Dome (Uniton)
- 1983: Or So It Seems – Duet Emmo (Mute)

Als Produzent
- 1980: Fireside Favoutites – Fad Gadget (Mute)
- 1981: Incontinent – Fad Gadget (Mute)
- 1982: Upstairs at Eric’s – Yazoo (Mute)
- 1983: You and Me Both – Yazoo (Mute)
- 1986: Snakes and Ladders – Frank Tovey (Mute)